# Georges de Bourguignon
Georges Camille Marcel de Bourguignon (Woluwe-Saint-Lambert, 25 de febrero de 1910-Kraainem, 31 de diciembre de 1989) fue un deportista belga que compitió en esgrima, especialista en las modalidades de florete y sable.
Participó en cuatro Juegos Olímpicos de Verano entre los años 1932 y 1952, obteniendo una medalla de bronce en Londres 1948 en la prueba por equipos. Ganó tres medallas en el Campeonato Mundial de Esgrima, en los años 1930 y 1947.

## Palmarés internacional
| Juegos Olímpicos   | Juegos Olímpicos      | Juegos Olímpicos  | Juegos Olímpicos    |
| Año                | Lugar                 | Medalla           | Prueba              |
| ------------------ | --------------------- | ----------------- | ------------------- |
| 1948               | Londres (Reino Unido) | Medalla de bronce | Florete por equipos |
| Campeonato Mundial |                       |                   |                     |
| Año                | Lugar                 | Medalla           | Prueba              |
| 1930               | Lieja (Bélgica)       | Medalla de bronce | Florete por equipos |
| 1947               | Lisboa (Portugal)     | Medalla de plata  | Sable individual    |
| 1947               | Lisboa (Portugal)     | Medalla de plata  | Sable por equipos   |